# Кампоо-де-Енмедіо
Кампоо-де-Енмедіо (ісп. Campoo de Enmedio) — муніципалітет в Іспанії, у складі автономної спільноти Кантабрія. Населення — 3811 осіб (2009).
Муніципалітет розташований на відстані близько 290 км на північ від Мадрида, 60 км на південний захід від Сантандера.
На території муніципалітету розташовані такі населені пункти: Альдуесо, Арадільйос, Больмір, Каньєда, Селада-Марлантес, Серватос, Фомбельїда, Фонтеча, Фресно-дель-Ріо, Орна-де-Ебро, Матамороса (адміністративний центр), Моранкас, Нестарес, Рекехо, Ретортільйо, Вільяескуса.

## Демографія
Динаміка населення (INE ):

## Галерея зображень

Розташування муніципалітету